# Koirasaari (ö i Södra Savolax, Pieksämäki, lat 61,80, long 27,52)
Koirasaari är en ö i Finland. Den ligger i sjön Saarijärvi och i kommunen Jockas i den ekonomiska regionen  Pieksämäki ekonomiska region  och landskapet Södra Savolax, i den södra delen av landet, 230 km nordost om huvudstaden Helsingfors. Öns area är 0,6 hektar och dess största längd är 110 meter i nord-sydlig riktning.